# Chariovalda
Chariovalda (? - 16 n.Chr.) was een van de commandanten van de Bataafse cohorten. Hij leidt een (cavalerie) aanval tegen de Cherusken tijdens de derde veldtocht van Germanicus, maar wordt in de val gelokt en sneuvelt, samen met een aantal van zijn edelen.
Zijn naam zou "heerser over het leger" kunnen betekenen.
Verder is niets over hem bekend.